# West Chicago
West Chicago is een plaats (city) in de Amerikaanse staat Illinois, en valt bestuurlijk gezien onder DuPage County.

## Demografie
Bij de volkstelling in 2000 werd het aantal inwoners vastgesteld op 23.469. In 2006 is het aantal inwoners door het United States Census Bureau geschat op 26.738, een stijging van 3269 (13,9%).

## Geografie
Volgens het United States Census Bureau beslaat de plaats een oppervlakte van 35,8 km², geheel bestaande uit land. West Chicago ligt op ongeveer 222 m boven zeeniveau.

## Plaatsen in de nabije omgeving
De onderstaande figuur toont nabijgelegen plaatsen in een straal van 12 km rond West Chicago.